# Miniatura (informática)

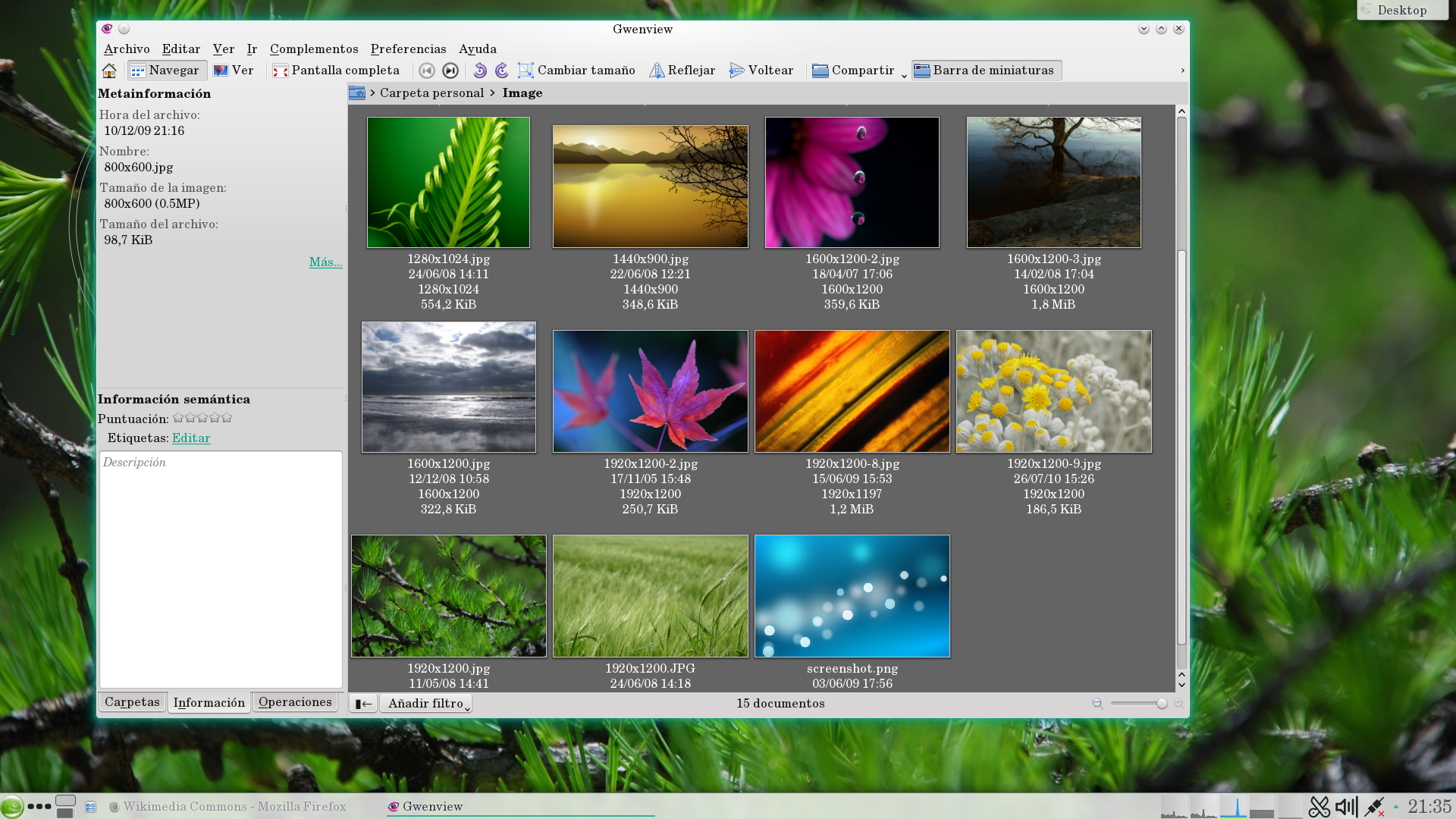
Miniaturas de imagen generadas por Gwenview.

Las miniaturas (en inglés: thumbnails) son versiones reducidas de imágenes empleadas para ayudar a su organización y reconocimiento. En la era de las imágenes digitales, los motores de búsqueda visuales y los programas para organizar imágenes normalmente usan miniaturas, así como los sistemas operativos y entornos de escritorio recientes: Microsoft Windows, Mac OS X, KDE y GNOME.